# Thanh Khê Đông
Thanh Khê Đông là một phường thuộc quận Thanh Khê, thành phố Đà Nẵng, Việt Nam.

## Địa lý
Phường Thanh Khê Đông nằm ở trung tâm quận Thanh Khê, có vị trí địa lý:
- Phía đông giáp phường Chính Gián và phường Xuân Hà
- Phía tây giáp phường Thanh Khê Tây
- Phía nam giáp quận Hải Châu
- Phía bắc giáp Biển Đông (Vịnh Đà Nẵng).

Phường Thanh Khê Đông có diện tích 1,71km², dân số năm 2023 là 42.931 người, mật độ dân số đạt 25.105 người/km².

## Lịch sử
Phường Thanh Khê Đông được thành lập năm 2005 trên cơ sở một phần diện tích và dân số của phường Thanh Lộc Đán
- Từ thời Nhà Đường đến Nhà Ngô, Đinh, Tiền Lê: cả vùng đất rộng lớn bao gồm cả Đà Nẵng ngày nay thuộc đất Chiêm.
- Thời Nhà Lý, Nhà Trần, vùng này được gọi là xứ Thanh Khê[4] thuộc Nam Ô châu, là vùng đất tranh giành ảnh hưởng qua lại giữa Chiêm và Việt trong thời gian nầy. Tuy nhiên, trong hầu hết thời gian, vùng này vẫn thuộc phạm vi kiểm soát của Chiêm Thành.
- Thời Nhà Hồ, Đại Việt từng tiến đánh Chiêm 2 lần, buộc Chiêm dâng đất Chiêm động (trong đó có cả vùng Thanh Khê), Tư Nghĩa để cầu hòa. Sau khi Nhà Minh Trung Quốc diệt Nhà Hồ, đô hộ đất Việt, về danh nghĩa kiểm soát vùng này, nhưng trên thực tế buông lỏng quản lý do quá xa phạm vi thế lực.
- Thời nhà Hậu Lê, vào năm 1471, Đại Việt tấn công và đẩy lùi vương quốc Chiêm Thành qua khỏi khu vực đèo Cù Mông. Xứ Thanh Khê được đặt thuộc huyện Hòa Vang, phủ Điện Bàn, đạo thừa tuyên Quảng Nam, nằm trong bản đồ Đại Việt.
- Thời Nhà Nguyễn, năm 1806, Gia Long chia đất nước thành 23 trấn và 4 doanh thuộc đất kinh kỳ. Vùng này trở thành xã Thanh Khê thuộc huyện Hòa Vang, phủ Điện Bàn, Quảng Nam doanh. Năm 1831, Minh Mạng đổi Quảng Nam doanh thành tỉnh Quảng Nam.
- Năm 1888, thời Đồng Khánh, Đà Nẵng bị tách khỏi Quảng Nam để trở thành đất nhượng địa của Pháp. Xã Thanh Khê trở thành khu Thanh Khê thuộc Tourane.
- Từ năm 1954 đến ngày 6 tháng 1 năm 1973, được gọi là khu phố Thanh Khê trực thuộc khu Đà Nẵng.
- Từ năm 1973 đến tháng 2 năm 1976, là khu phố Thanh Khê thuộc phường Thanh Lộc Đán, quận II, thành phố Đà Nẵng.
- Từ năm 1976 đến ngày 31 tháng 12 năm 1996, là khu phố Thanh Khê thuộc phường Thanh Lộc Đán, thành phố Đà Nẵng, tỉnh Quảng Nam-Đà Nẵng.
- Từ năm 1997 đến ngày 26 tháng 8 năm 2005, là khu phố Thanh Khê thuộc phường Thanh Lộc Đán, quận Thanh Khê, thành phố Đà Nẵng.
- Từ ngày 26 tháng 08 năm 2005, phường Thanh Khê Đông được thành lập, tách ra từ phường Thanh Lộc Đán, phần còn lại là phường Thanh Khê Tây, trực thuộc Quận Thanh Khê, Thành phố Đà Nẵng.

Ngày 24 tháng 10 năm 2024, Ủy ban Thường vụ Quốc hội ban hành Nghị quyết số 1251/NQ-UBTVQH15 về việc sắp xếp đơn vị hành chính cấp huyện, cấp xã của thành phố Đà Nẵng giai đoạn 2023 – 2025 (nghị quyết có hiệu lực từ ngày 1 tháng 1 năm 2025). Theo đó, sáp nhập toàn bộ 0,88 km² diện tích tự nhiên và quy mô dân số là 25.019 người của phường Hòa Khê vào phường Thanh Khê Đông.
Phường Thanh Khê Đông có 1,71 km² diện tích tự nhiên và quy mô dân số là 42.931 người.

## Kinh tế - xã hội
Làng đánh bắt cá Thanh Khê với đội tàu cơ giới trên 200 chiếc (1995). Chế biến hải sản: Nước mắm, khô mực, khô bò, cá tôm đông lạnh, gà đông lạnh... Phường là nơi tập trung nhiều cơ sở bán lẻ, chợ, siêu thị như: Chợ Kỳ Đồng, Chợ hải sản tươi Đà Nẵng, Siêu thị Co.opmart,...
Giáo dục: Địa bàn phường Thanh Khê Đông quy tụ nhiều cơ sở giáo dục như: Trường Tiểu học Đoàn Thị Điểm, Trường THCS Phan Đình Phùng, Trường THPT Thái Phiên, Trung tâm Giáo dục thường xuyên Số 2, Trường Cao đẳng Giao thông Vận tải Trung ương V,...

## Văn hóa
Cả Thanh Khê Đông và Thanh Khê Tây xưa thuộc làng Thanh Khê, được xem là vùng đất học. Trong thời kì phong kiến, Thanh Khê là làng giàu truyền thống văn hóa. Tại phường Thanh Khê Đông có một tượng đài bằng đồng làm từ vỏ đạn, đứng dang tay về hướng biển.
Lễ hội truyền thống:
- Lễ hội cầu Ngư Đăng cai tổ chức vào 16 âm lich tháng giêng, cứ ba năm một lần.Tại bờ biển ngay miếu thờ Cô bác (Miếu thuyền). Đường Nguyễn tất Thành Đà Nẵng.
- Lễ cúng Thành hoàng và cúng Bà (bà Người Chămpa không có tên họ vì lý do cấm quần không đáy cấm lấy vợ Chiêm vào thời Bùi tá Hán)Mỗi cụm dân cư có một miếu thờ Bà;Bà cứu giúp dân trong trận dịch tả đầu tiên và các âm cô hồn vào tháng 22-05 hằng năm.
- Lễ cúng cá ông và cô bác chết nước trong các trận bão lớn vào tháng 12.

Miếu thờ Cô bác (miếu thuyền) được trùng tu vào năm 2010 ngay bờ biển phường Thanh khê Đông.